# Masters (snooker)
Masters este un turneu profesionist de snooker pe bază de invitații. Desfășurat în fiecare an din 1975, este al doilea turneu ca existență, după Campionatului Mondial. Este unul dintre cele trei evenimente Triple Crown, și, deși nu este un eveniment de clasament, este considerat unul dintre cele mai prestigioase turnee de pe circuit. Campionul en-titre este Shaun Murphy. 
Masters a început ca un eveniment cu invitație pentru 10 jucători de top. Turneul a fost extins la 12 participanți în 1981 și 16 în 1983. Din 1984, invitații standard au fost primii 16 jucători din clasamentul mondial, cu adăugarea a două sau trei locuri wild-card în turneele organizate între 1990 și 2010. În 2016, trofeul Masters a fost redenumit Trofeul Paul Hunter în onoarea triplului campion al turneului, care a murit în 2006, la vârsta de 27 de ani.
Ronnie O'Sullivan deține recordul pentru cele mai multe titluri de Masters, câștigând turneul de opt ori.

## Rezultate
| An   | Câștigător              | Finalist                | Scor | Sezon   | Loc                               |
| ---- | ----------------------- | ----------------------- | ---- | ------- | --------------------------------- |
| 1975 | John Spencer (ENG)      | Ray Reardon (WAL)       | 9–8  | 1974/75 | West Centre Hotel, Londra         |
| 1976 | Ray Reardon (WAL)       | Graham Miles (ENG)      | 7–3  | 1975/76 | New London Theatre, Londra        |
| 1977 | Doug Mountjoy (WAL)     | Ray Reardon (WAL)       | 7–6  | 1976/77 | New London Theatre, Londra        |
| 1978 | Alex Higgins (NIR)      | Cliff Thorburn (CAN)    | 7–5  | 1977/78 | New London Theatre, Londra        |
| 1979 | Perrie Mans (SAF)       | Alex Higgins (NIR)      | 8–4  | 1978/79 | Wembley Conference Centre, Londra |
| 1980 | Terry Griffiths (WAL)   | Alex Higgins (NIR)      | 9–5  | 1979/80 | Wembley Conference Centre, Londra |
| 1981 | Alex Higgins (NIR)      | Terry Griffiths (WAL)   | 9–6  | 1980/81 | Wembley Conference Centre, Londra |
| 1982 | Steve Davis (ENG)       | Terry Griffiths (WAL)   | 9–5  | 1981/82 | Wembley Conference Centre, Londra |
| 1983 | Cliff Thorburn (CAN)    | Ray Reardon (WAL)       | 9–7  | 1982/83 | Wembley Conference Centre, Londra |
| 1984 | Jimmy White (ENG)       | Terry Griffiths (WAL)   | 9–5  | 1983/84 | Wembley Conference Centre, Londra |
| 1985 | Cliff Thorburn (CAN)    | Doug Mountjoy (WAL)     | 9–6  | 1984/85 | Wembley Conference Centre, Londra |
| 1986 | Cliff Thorburn (CAN)    | Jimmy White (ENG)       | 9–5  | 1985/86 | Wembley Conference Centre, Londra |
| 1987 | Dennis Taylor (NIR)     | Alex Higgins (NIR)      | 9–8  | 1986/87 | Wembley Conference Centre, Londra |
| 1988 | Steve Davis (ENG)       | Mike Hallett (ENG)      | 9–0  | 1987/88 | Wembley Conference Centre, Londra |
| 1989 | Stephen Hendry (SCO)    | John Parrott (ENG)      | 9–6  | 1988/89 | Wembley Conference Centre, Londra |
| 1990 | Stephen Hendry (SCO)    | John Parrott (ENG)      | 9–4  | 1989/90 | Wembley Conference Centre, Londra |
| 1991 | Stephen Hendry (SCO)    | Mike Hallett (ENG)      | 9–8  | 1990/91 | Wembley Conference Centre, Londra |
| 1992 | Stephen Hendry (SCO)    | John Parrott (ENG)      | 9–4  | 1991/92 | Wembley Conference Centre, Londra |
| 1993 | Stephen Hendry (SCO)    | James Wattana (THA)     | 9–5  | 1992/93 | Wembley Conference Centre, Londra |
| 1994 | Alan McManus (SCO)      | Stephen Hendry (SCO)    | 9–8  | 1993/94 | Wembley Conference Centre, Londra |
| 1995 | Ronnie O'Sullivan (ENG) | John Higgins (SCO)      | 9–3  | 1994/95 | Wembley Conference Centre, Londra |
| 1996 | Stephen Hendry (SCO)    | Ronnie O'Sullivan (ENG) | 10–5 | 1995/96 | Wembley Conference Centre, Londra |
| 1997 | Steve Davis (ENG)       | Ronnie O'Sullivan (ENG) | 10–8 | 1996/97 | Wembley Conference Centre, Londra |
| 1998 | Mark Williams (WAL)     | Stephen Hendry (SCO)    | 10–9 | 1997/98 | Wembley Conference Centre, Londra |
| 1999 | John Higgins (SCO)      | Ken Doherty (IRL)       | 10–8 | 1998/99 | Wembley Conference Centre, Londra |
| 2000 | Matthew Stevens (WAL)   | Ken Doherty (IRL)       | 10–8 | 1999/00 | Wembley Conference Centre, Londra |
| 2001 | Paul Hunter (ENG)       | Fergal O'Brien (IRL)    | 10–9 | 2000/01 | Wembley Conference Centre, Londra |
| 2002 | Paul Hunter (ENG)       | Mark Williams (WAL)     | 10–9 | 2001/02 | Wembley Conference Centre, Londra |
| 2003 | Mark Williams (WAL)     | Stephen Hendry (SCO)    | 10–4 | 2002/03 | Wembley Conference Centre, Londra |
| 2004 | Paul Hunter (ENG)       | Ronnie O'Sullivan (ENG) | 10–9 | 2003/04 | Wembley Conference Centre, Londra |
| 2005 | Ronnie O'Sullivan (ENG) | John Higgins (SCO)      | 10–3 | 2004/05 | Wembley Conference Centre, Londra |
| 2006 | John Higgins (SCO)      | Ronnie O'Sullivan (ENG) | 10–9 | 2005/06 | Wembley Conference Centre, Londra |
| 2007 | Ronnie O'Sullivan (ENG) | Ding Junhui (CHN)       | 10–3 | 2006/07 | Wembley Arena, Londra             |
| 2008 | Mark Selby (ENG)        | Stephen Lee (ENG)       | 10–3 | 2007/08 | Wembley Arena, Londra             |
| 2009 | Ronnie O'Sullivan (ENG) | Mark Selby (ENG)        | 10–8 | 2008/09 | Wembley Arena, Londra             |
| 2010 | Mark Selby (ENG)        | Ronnie O'Sullivan (ENG) | 10–9 | 2009/10 | Wembley Arena, Londra             |
| 2011 | Ding Junhui (CHN)       | Marco Fu (HKG)          | 10–4 | 2010/11 | Wembley Arena, Londra             |
| 2012 | Neil Robertson (AUS)    | Shaun Murphy (ENG)      | 10–6 | 2011/12 | Alexandra Palace, Londra          |
| 2013 | Mark Selby (ENG)        | Neil Robertson (AUS)    | 10–6 | 2012/13 | Alexandra Palace, Londra          |
| 2014 | Ronnie O'Sullivan (ENG) | Mark Selby (ENG)        | 10–4 | 2013/14 | Alexandra Palace, Londra          |
| 2015 | Shaun Murphy (ENG)      | Neil Robertson (AUS)    | 10–2 | 2014/15 | Alexandra Palace, Londra          |
| 2016 | Ronnie O'Sullivan (ENG) | Barry Hawkins (ENG)     | 10–1 | 2015/16 | Alexandra Palace, Londra          |
| 2017 | Ronnie O'Sullivan (ENG) | Joe Perry (ENG)         | 10–7 | 2016/17 | Alexandra Palace, Londra          |
| 2018 | Mark Allen (NIR)        | Kyren Wilson (ENG)      | 10–7 | 2017/18 | Alexandra Palace, Londra          |
| 2019 | Judd Trump (ENG)        | Ronnie O'Sullivan (ENG) | 10–4 | 2018/19 | Alexandra Palace, Londra          |
| 2020 | Stuart Bingham (ENG)    | Ali Carter (ENG)        | 10–8 | 2019/20 | Alexandra Palace, Londra          |
| 2021 | Yan Bingtao (CHN)       | John Higgins (SCO)      | 10–8 | 2020/21 | Marshall Arena, Milton Keynes     |
| 2022 | Neil Robertson (AUS)    | Barry Hawkins (ENG)     | 10–4 | 2021/22 | Alexandra Palace, Londra          |
| 2023 | Judd Trump (ENG)        | Mark Williams (WAL)     | 10–8 | 2022/23 | Alexandra Palace, Londra          |
| 2024 | Ronnie O'Sullivan (ENG) | Ali Carter (ENG)        | 10–7 | 2023/24 | Alexandra Palace, Londra          |
| 2025 | Shaun Murphy (ENG)      | Kyren Wilson (ENG)      | 10–7 | 2024/25 | Alexandra Palace, Londra          |